# ميمند بالا
ميمند بالا  (بالفارسية: ميمندبالا) هي قرية في قسم جزين الريفي في الناحية المركزية لمقاطعة بجستان التابعة لمحافظة خراسان رضوي في إيران. سُجلت في إحصاء عام 2006 ميلادية ولم تسجل أي معلومات عن عدد سكانها.